# Microlepta
Microlepta is een geslacht van kevers uit de familie bladkevers (Chrysomelidae).
De wetenschappelijke naam van het geslacht werd in 1886 gepubliceerd door Martin Jacoby.

## Soorten
- Microlepta celebensis (Jacoby, 1886)
- Microlepta coeruleipennis Jacoby, 1886
- Microlepta fulvicollis (Jacoby, 1896)
- Microlepta luperoides Weise, 1912
- Microlepta marginata Mohamedsaid, 1997
- Microlepta pallida (Jacoby, 1894)
- Microlepta palpalis (Jacoby, 1894)
- Microlepta tibialis Jacoby, 1894